# IC 3156
IC 3156 ist eine Balken-Spiralgalaxie vom Hubble-Typ SBc im Sternbild Jungfrau am Nordsternhimmel. Sie ist schätzungsweise 259 Millionen Lichtjahre von der Milchstraße entfernt.
Das Objekt wurde am 12. Februar 1900 von Friedrich Karl Arnold Schwassmann entdeckt.